# 島町 (岡崎市)
島町（しまちょう）は、愛知県岡崎市の町名。丁番を持たない単独町名である。

## 地理
岡崎市の西部に位置し、中心街の一角に相応する。東西に国道1号、南北に県道477号が走り、当町中心の島町交差点で交差していることから交通の要所となっている。また、県道477号は西に平行して走っている県道39号・県道56号の井田町までのバイパス機能を果たしており、島町交差点では混雑が激しくなっている。町内に番地を持つが小字は持たない。

### 番地
| - 9 - 10 - 11 - 12 - 14 | - 16 - 17 - 25 - 30 |

## 小・中学校の学区
市立小・中学校に通う場合、学区は以下の通りとなる。
| 番・番地等 | 小学校             | 中学校             |
| ---------- | ------------------ | ------------------ |
| 全域       | 岡崎市立三島小学校 | 岡崎市立竜海中学校 |

## 歴史
額田郡岡崎島町を前身とする。江戸時代は明阿が開いた総持尼寺の寺領であった。

### 町名の由来
菅生川（乙川）が当地に入り込んで島状の地形になっていたことによる。

### 沿革
- 1889年（明治22年）10月1日 - 町村制施行に伴い、岡崎横町・岡崎亀井町・岡崎久右衛門町・岡崎魚町・岡崎康生町・岡崎材木町・岡崎十王町・岡崎松本町・岡崎上肴町・岡崎伝馬町・岡崎田町・岡崎唐沢町・岡崎島町・岡崎投町・岡崎能見町・岡崎八幡町・岡崎板屋町・岡崎福寿町・岡崎門前町・岡崎祐金町・岡崎裏町・岡崎両町・岡崎連尺町・岡崎六地蔵町・岡崎籠田町・菅生村・中村・梅園村・八帖村・六供村が合併し、岡崎町大字島となる[7]。
- 1916年（大正5年）7月1日 - 市制施行に伴い、岡崎市大字島となる[8]。
- 1917年（大正6年）7月1日 - 島町に改称[8]。

## 交通
- 国道1号
  - 東海道
  - 龍城通り
- 愛知県道477号東大見岡崎線
  - モダン道路

## 施設
- 恵美須神社
- ホテルリブマックス岡崎

## ギャラリー
- 恵美須神社
- ホテルリブマックス岡崎

## その他

### 日本郵便
- 郵便番号 : 444-0036[2]（集配局：岡崎郵便局[9]）。

## 参考資料
- 「角川日本地名大辞典」編纂委員会 編『角川日本地名大辞典 23 愛知県』角川書店、1989年。
- 平凡社 編『日本歴史地名大系 23 愛知県の地名』1981年。
- 新編岡崎市史編さん委員会 編『新編岡崎市史 総集編 20』1993年。